# دستگاه تزریق پلاستیک

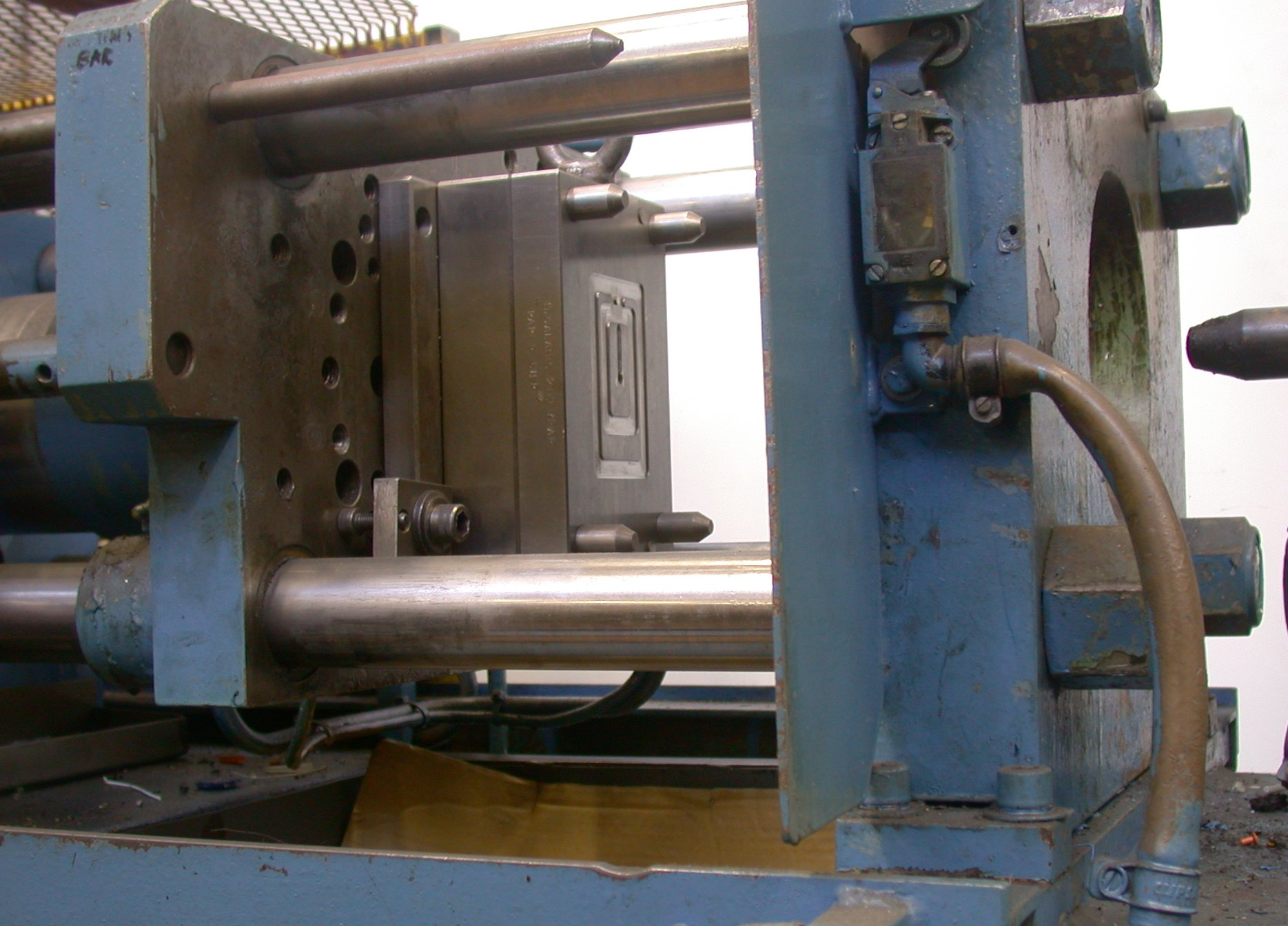
قالب گیره کاغذ باز شده در دستگاه قالب‌گیری؛ نازل در سمت راست قابل مشاهده است

ماشین قالب‌گیری تزریقی، که همچنین به عنوان پرس تزریق شناخته می‌شود، دستگاهی برای تولید محصولات پلاستیکی با فرآیند قالب‌گیری تزریقی است. این دستگاه از دو بخش اصلی شامل یک واحد تزریق و یک واحد گیره تشکیل شده است.

## عملکرد
قالب‌های دستگاه قالب‌گیری تزریقی را می‌توان در حالت افقی یا عمودی محکم کرد. بیشتر دستگاه‌ها به صورت افقی هستند، اما دستگاه‌های عمودی در برخی از کاربردها استفاده می‌شوند که به ماشین اجازه می‌دهد از گرانش استفاده کند. برخی از ماشین‌های عمودی نیز نیازی به بستن قالب ندارند. راه‌های زیادی برای بستن ابزارها وجود دارد، رایج‌ترین آن‌ها گیره‌های دستی است (هردو نیمه به صفحات پیچ می‌شوند). با این‌حال، گیره‌های هیدرولیک و گیره‌های مغناطیسی نیز استفاده می‌شود. گیره‌های مغناطیسی و هیدرولیک در مواردی که نیاز به تغییر سریع ابزار است استفاده می‌شوند.

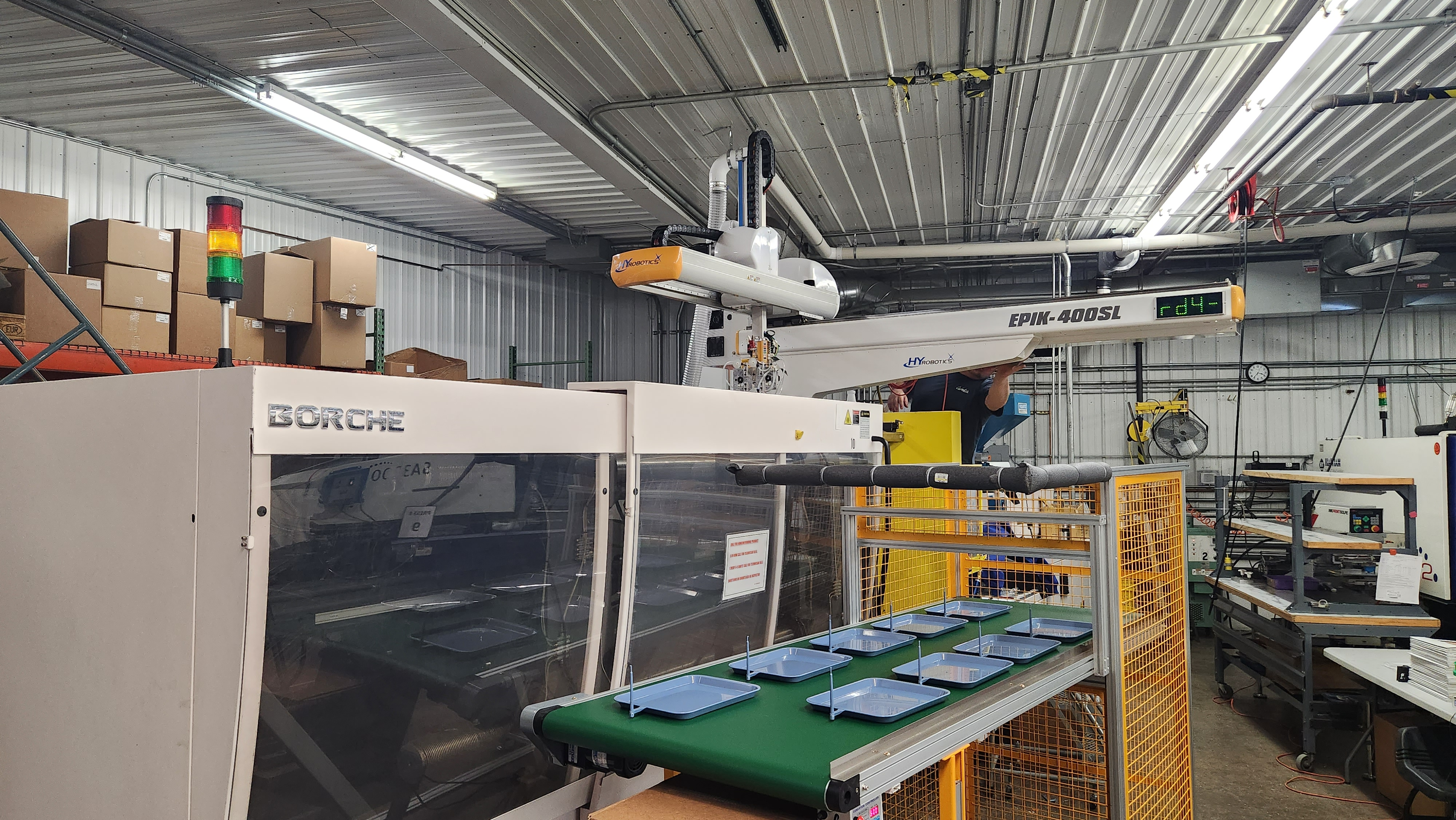
دستگاه قالب گیری تزریقی با ربات

شخصی که قالب را طراحی می‌کند، انتخاب می‌کند که قالب از سیستم رونده سرد یا سیستم رونده گرم برای حمل پلاستیک و پرکننده‌ها از واحد تزریق به حفره‌ها استفاده کند. سیتم رونده سرد یک کانال ساده است که در قالب حک شده است. پلاستیکی که سیستم رونده سرد را پر می‌کند، با سرد شدن قطعه، سرد می‌شود و سپس با قطعه به صورت اسپرو جدا می‌شود. یک رونده داغ پیچیده‌تر است، اغلب از بخاری‌های کارتریجی برای گرم نگه داشتن پلاستیک در رونده‌ها هنگام سرد شدن قطعه استفاده می‌کنند. پس از بیرون افتادن قطعه، پلاستیک باقی‌مانده در رونده داغ به قسمت بعدی تزریق می‌شود.

## انواع ماشین‌های قالب‌گیری تزریقی
ماشین‌ها عمدتاً بر اساس نوع سیستم‌های محرکی که استفاده می‌کنند طبقه‌بندی می‌شوند: هیدرولیک، مکانیکی، الکتریکی یا هیبریدی.

### هیدرولیک
ماشین‌های هیدرولیک از لحاظ تاریخی تنها گزینه موجود برای قالب‌گیران بوده‌اند تا زمانی که کارخانه پلاستیک نیسی اولین دستگاه قالب‌گیری تزریقی تمام الکتریکی را در سال 1983 معرفی کرد  ماشین‌های هیدرولیک، اگرچه تقریباً دقیق نیستند، اما در اکثر نقاط جهان به استثنای ژاپن، نوع فراگیر هستند. 

### مکانیکی
ماشین‌های نوع مکانیکی از سیستم ضامن برای ایجاد تناژ روی گیره‌های دستگاه استفاده می‌کنند. در تمامی ماشین‌ها تناژ لازم است تا گیره‌های دستگاه در اثر فشار تزریق باز نشوند. اگر قالب تا حدی باز شود، در محصول پلاستیکی چشمک می‌زند.

### الکتریکی
پرس الکتریکی که به عنوان فناوری ماشین الکتریکی (EMT) نیز شناخته می‌شود، هزینه‌های عملیاتی را با کاهش مصرف انرژی کاهش می‌دهد و همچنین برخی از نگرانی‌های زیست محیطی پیرامون پرس هیدرولیک را برطرف می‌کند. نشان داده شده است که پرس‌های الکتریکی بی‌صداتر، سریع‌تر و دقت بالاتری دارند، با این حال ماشین‌ها گران‌تر هستند.

ماشین‌های قالب‌گیری تزریقی هیبریدی (که گاهی اوقات به آن سروو هیدرولیک نیز گفته می‌شود) ادعا می‌کنند که از بهترین ویژگی‌های سیستم‌های هیدرولیک و الکتریکی بهره می‌برند، اما در واقع تقریباً از همان مقدار الکتریسیته برای کار کردن به عنوان یک ماشین قالب‌گیری تزریقی الکتریکی استفاده می‌کنند.  
یک بازوی رباتیک اغلب برای حذف اجزای قالب‌گیری شده استفاده می‌شود. چه در کنار ورودی یا از بالا، اما بیشتر رایج است که قطعات از طریق یک لوله و داخل یک ظرف از قالب خارج شوند.

## اجزای اصلی دستگاه قالب گیری تزریقی

### واحد تزریق
از سه جزء اصلی تشکیل شده است:
1. درایو موتور پیچ
2. پیچ و بشکه رفت و برگشتی
3. بخاری، ترموکوپل، پیستون حلقه‌ای

### واحد بستن
از سه جزء اصلی تشکیل شده است: 
1. قالب
2. درایو موتور بست
3. میله‌های کراوات، فرستنده در لبه یک میز کار بسته می‌شود
4. QMC هیدرولیک

## بیشتر خواندن
- برایس، داگلاس ام. قالب گیری تزریق پلاستیک: مبانی فرآیند تولید . SME، 1996.
- برایدسون، جی، مواد پلاستیکی ، باترورث ویرایش نهم (1999).
- کالیستر، ویلیام دی، علم و مهندسی مواد: مقدمه ، جان وایلی و پسران
- لوئیس، پیتر ریس، رینولدز، ک، گاگ، سی، مهندسی مواد قانونی: مطالعات موردی ، مطبوعات CRC (2004).
- اسوالد ، تیم، لی شنگ تورنگ، پل جی.گرامان. کتابچه راهنمای قالب گیری تزریقی ویرایش دوم . Hanser Verlag ، 2007
- Osswald ، E. Schmachtenberg و E. Baur، "International Plastics Handbook"، Hanser Verlag ، (2006).شابک ‎۹۷۸−۱۵۶۹۹۰۳۹۹۵شابک 978-1569903995
- روزیاتو، دونالد پنجم؛ مارلین جی روزاتو. دایره المعارف مختصر پلاستیک . اسپرینگر، 2000.
- روزاتو، دومینیک؛ Rosato Marlene, and Rosato Donald Injection Molding Handbook ویرایش سوم . ناشران آکادمیک Kluwer، 2000.
- تاد، رابرت اچ; راهنمای مرجع فرآیندهای تولید Dell K. Allen و Leo Alting. Industrial Press Inc.، 1994. صفحات 240-245
- ویلان، تونی. فرهنگ لغت فناوری پلیمر اسپرینگر، 1994.